# Nicolien Sauerbreij
Nicolien Sauerbreij (n. 31 iulie 1979, De Hoef⁠(d), Utrecht, Țările de Jos) este o sportivă ce a reprezentat Regatul Țărilor de Jos, medaliată olimpică. A participat la 4 ediții ale Jocurilor Olimpice (2002, 2006, 2010, 2014) în care a câștigat o medalie de aur.